# Isohypsibius brulloi
Isohypsibius brulloi är en djurart som tillhör fylumet trögkrypare, och som beskrevs av Giovanni Pilato och Pennini 1976. Isohypsibius brulloi ingår i släktet Isohypsibius och familjen Hypsibiidae. Inga underarter finns listade i Catalogue of Life.